# Kitalpha
Kitalpha, auch Kitalphar (arabisch قطعة الفرس, DMG qiṭʿat al-faras ‚Teil des Pferds‘) ist der Eigenname des Sterns α Equulei (Alpha Equulei). Kitalpha gehört der Spektralklasse G0III an und besitzt eine Helligkeit von +3,95 mag.
Der spektroskopische Doppelstern ist ca. 186 Lichtjahre von der Erde entfernt (Hipparcos Datenbank).